# جيك شتال
جيك شتال (بالإنجليزية: Jake Stahl) هو لاعب كرة قاعدة أمريكي، ولد في 13 أبريل 1879 في إلخارت في الولايات المتحدة، وتوفي في 18 أكتوبر 1922 في مونروفيا في الولايات المتحدة بسبب سل.

## وصلات خارجية
- جيك شتال على موقعبيزبول رفرنس.كوم (الدوري الرئيسي) (الإنجليزية)